# スーパークエスト文庫
スーパークエスト文庫（スーパークエストぶんこ、Super Quest Bunko）は、小学館が刊行していたファンタジー・ライトノベル系の文庫レーベル。1992年6月創刊、2001年12月休刊。

## 概要
集英社のスーパーファンタジー文庫（1991年創刊）と同様、1990年代前半のファンタジー小説ブームを受けて創刊された。オリジナル作品よりも漫画やアニメ、ゲームの小説化作品が大きなウェイトを占めており、他のレーベルでは余り見られない特撮を原作とする小説化作品が多いのも大きな特徴である。レーベル後期には、サブカルチャーを扱ったエッセイもあった。
小学館は本レーベルの休刊後、2007年5月創刊のガガガ文庫により再参入するまでライトノベルからは少女向けのキャンバス文庫・パレット文庫（何れも2006年までに休刊し、2007年創刊のルルル文庫が路線継承）を除いて半撤退状態に在った。ガガガ文庫の創刊に際して小学館は再参入でなく「新規参入」であることを強調し、スーパークエスト文庫を事実上「無かったこと」にする路線を採っていたが、ガガガ文庫の創刊1周年となる2008年5月に本レーベルからの再録作品を扱うサブレーベル、ガガガ文庫R（リバイバル）を立ち上げたのを機に軌道修正している。

## 主な作品
小説化作品
- 悪魔くん 千年王国（飯野文彦 原作：水木しげる）
- アローン・イン・ザ・ダーク（鎌田三平）
- うしおととら（城池勝幸 原作：藤田和日郎）
- ウルトラセブン（実相寺昭雄）
- ウルトラマン（実相寺昭雄）
- ストリートファイターII MOVIE（富田祐弘 原作：カプコン）
- ガメラ 大怪獣空中決戦（伊藤和典）
- ガメラVS不死鳥（高橋二三）
- 仮面ライダーJ（上原正三 原作：石ノ森章太郎）
- 仮面ライダーZO（射口巌）
- 鬼神降臨伝ONI（早川奈津子）
- キューティーハニー（団龍彦 原作・画：永井豪）
- GS美神 極楽大作戦!!（松井亜弥 原作・画：椎名高志）
- ゴジラ（香山滋）
- サムライスピリッツ（岸間信明）
- 新桃太郎伝説（浜崎達人）
- スーパービックリマン（窪内裕）
- 超時空世紀オーガス（井上敏樹）
- 超時空要塞マクロス（井上敏樹）
  - 超時空要塞マクロス 愛・おぼえていますか（富田祐弘）
  - 超時空要塞マクロスII -LOVERS AGAIN-（富田祐弘）
  - マクロスプラス（信本敬子）

- 鳥人戦隊ジェットマン（井上敏樹）
- 人魚の森（金春智子 原作・画：高橋留美子）
- バトルファイターズ 餓狼伝説（山田隆司）
- BURAI ブライ（飯島健男）
  - 覇竜の神座 BURAI外伝（飯島健男）

- ひとりぼっちの宇宙戦争（森下一仁 原作：藤子・F・不二雄）
- ファイアーエムブレム 紋章の謎（高屋敷英夫）
- ポケットモンスター The Animation（首藤剛志）
  - 劇場版ポケットモンスター セレビィ 時を超えた遭遇（園田英樹）

- ミラーマン（野添梨麻）
- ヤマトタケル（三村渉）
- リューヌ伝説（鎌田三平・北山崇）

オリジナル作品
- 果南の地（山下卓）
- 神々の血脈NU（西谷史）
- カラーズ（和智正喜）
- 銀の腕輪のユーリ（和智正喜）
- 鋼鉄都市アガルタ（黒沢哲哉）
- コリオリの共時態（小峰和徳）
- 最後の審判 世紀末の覇者（飯島健男）
- 聖剣エクスカリバー（渓由葵夫）
- 双竜伝（古神陸）
- 空飛ぶ! 竜峰学園（和智正喜）
- ダンザルブ バーチャルゾーンの蒼い月（飯島健男）
- 馬超風雲録 -A Silkroad fable-（渓由葵夫）
- 八剣伝（大野木寛） ※大陸ネオファンタジー文庫より再録・継続
- 魔王信長（風野真知雄）
- マジカル・シティ・ナイト（朝松健） ※続編はGA文庫へ
- 闇の半球（日野鏡子）

サブカルチャー
- クリスマス・ソングのすべて（かまち潤）
- これがリヴァプール・サウンドだ!（かまち潤）